# Чувашское Эштебенькино
Чува́шское Эштебе́нькино (чув. Чӑваш Эштепен) — село в Челно-Вершинском районе Самарской области в составе сельского поселения Эштебенькино.

## География
Находится на правом берегу реки Большой Черемшан на расстоянии примерно 19 километров по прямой на север от районного центра села Челно-Вершины.

## История
Село было основано чувашами в 1705 году. В 1737 году подселилось еще 11 дворов мордвы. 

## Население
Постоянное население составляло 519 человек (чуваши 95%) в 2002 году, 404 в 2010 году.